# Bürbach

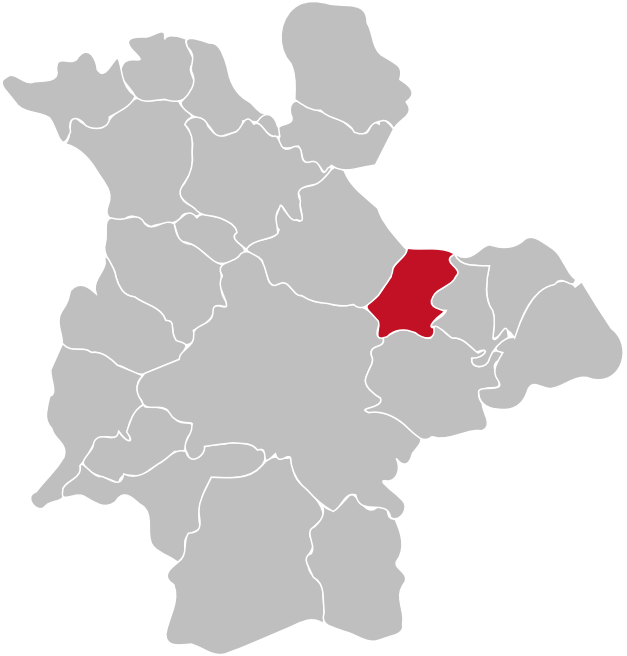
Os bairros da cidade de Siegen e a localização de Bürbach (em vermelho).

Bürbach é um bairro (Stadtteil) da cidade de Siegen, na Alemanha. É também o nome de um córrego (em alemão, Bach) que deságua no rio Weiß – um afluente do Sieg – e em cujo vale o bairro se localiza. O nome bairro não deve ser confundido com o de Burbach (sem trema), uma cidade próxima a Siegen.
Localizado no distrito municipal (Stadtbezirk) III (Leste) da cidade de Siegen, Bürbach faz fronteira com os bairros de Volnsberg, a leste, Kaan-Marienborn, ao sul, Weidenau, a oeste, Dreis-Tiefenbach, ao norte, e com o centro de Siegen, a sudoeste. O bairro tem altitude de 260 a 350m. O monte mais elevado da região é o Rabenhain, a leste de Bürbach, com 465 m. Com uma população de apenas 2216 habitantes, Bürbach foi o bairro escolhido para abrigar uma das principais residências estudantis da Universidade de Siegen.